# Rhipidomys mastacalis
Rhipidomys mastacalis is een zoogdier uit de familie van de Cricetidae. De wetenschappelijke naam van de soort werd voor het eerst geldig gepubliceerd door Lund in 1840.

## Voorkomen
De soort komt voor in Brazilië.